# 諸王五
金牛座99，又名BD+23 777，HD 31553、SAO 76858、HR 1586，是金牛座的一颗恒星，视星等为5.79，位于銀經178.09，銀緯-11.64，其B1900.0坐标为赤經4h 51m 44.5s，赤緯+23° -11.64′ 33″。